# 四国職業能力開発大学校
四国職業能力開発大学校（しこくしょくぎょうのうりょくかいはつだいがっこう）は、香川県丸亀市にある職業能力開発大学校。厚生労働省所管の独立行政法人高齢・障害・求職者雇用支援機構が設置・運営する。愛称は四国ポリテクカレッジ、四国能開大。

## 概要
四国ポリテクカレッジでは、専門課程4科、応用課程3科の学科が設置されており、各課程は2年間である。
附属校として、四国職業能力開発大学校附属高知職業能力開発短期大学校（高知県）を設置している。学費が国公立大学よりも安い。文部科学省管轄外の公共職業能力開発施設のため、専門課程（2年制）を卒業しても大学への編入学はできないが、応用課程（専門課程修了後に引続く2年制）を修了すると大学院修士課程に進学が可能である。
香川県丸亀市の郊外に位置しており、校地は庄ノ池というため池の3分の1を埋め立てて造成されたものである。現在も校地に隣接して池があるのはこのためである。

## 沿革[2]
- 1981年（昭和56年） - 香川職業訓練短期大学校として開校。
- 1993年（平成5年） - 香川職業能力開発短期大学校に改称。
- 1999年（平成11年） - 応用課程が新設され、四国職業能力開発大学校となる。

## 訓練科[3]

### 専門課程
機械システム系
- 生産技術科

電子情報制御システム系
- 電子情報技術科

居住システム系
- 住居環境科

### 応用課程
生産システム技術系
- 生産機械システム技術科
- 生産電子システム技術科
- 生産情報システム技術科

## 学生寮
遠隔地からこの大学校に入校を希望する学生のために、大学校の敷地内に学生寮が設けられている。県外からの学生が中心である。全室個室であり、1人につき1室が与えられる。3食付で月額約40,000円。

## 所在地
- 〒763-0093 香川県丸亀市郡家町3202番地

## 交通
- 丸亀コミュニティバス丸亀垂水線・綾歌宇多津線ポリテクカレッジ前下車徒歩3分